# Местаново
Местаново (рос. Местаново) — присілок у Волосовському районі Ленінградської області Російської Федерації.
Населення становить 62 особи. Належить до муніципального утворення Бегуницьке сільське поселення.

## Історія
Від 1 серпня 1927 року належить до Ленінградської області.

## Населення
| 1838 | 1862 | 1885 | 1965 | 1997 | 2007 | 2010 |
| ---- | ---- | ---- | ---- | ---- | ---- | ---- |
| 138  | ↗140 | ↗170 | ↘128 | ↘86  | ↗112 | ↗113 |
| 2017 |      |      |      |      |      |      |
| ↘62  |      |      |      |      |      |      |